# Brand New Wave Upper Ground
『Brand New Wave Upper Ground』（ブラン・ニュー・ウェーブ・アッパー・グラウンド）は、日本のロックバンド、JUDY AND MARYの18枚目のシングル。2000年2月23日にSO What? Recordsよりリリースされた。

## 解説
- エピックレコーズの内部レーベル・SO What? Recordsよりリリースされ、JUDY AND MARYのCDのうち唯一エピックレコーズからリリースされていない作品。しかし直後のベストアルバム『FRESH』はエピックレコーズからリリース。同時期に、TAKUYAのソロ活動であるROBOTSのアルバム『クラウドコレクター』、シングル「JUMPING JACK」と「Cloud Collector」も同じレーベルからリリースされていた。現在このレーベルは廃止されている。
- 初のマキシシングルであり、活動再開後初のシングル。ベストアルバム『FRESH』の先行シングルとして発売。
- このシングルは、ビデオシングル（DVDシングル）も発売されている（後述）。
- 2009年、school food punishmentによってカバーされた（アルバム『JUDY AND MARY 15th Anniversary Tribute Album』収録）。
- 2012年、秋月律子（若林直美）によってカバーされた（アルバム『THE IDOLM@STER ANIM@TION MASTER 生っすかSPECIAL 03』に収録）。

## 収録曲
| 全作詞: YUKI、全作曲・編曲: TAKUYA。 |                                             |       |            |      |
| #                                    | タイトル                                    | 作詞  | 作曲・編曲 | 時間 |
| 1.                                   | 「Brand New Wave Upper Ground」             | YUKI  | TAKUYA     | 4:59 |
| 2.                                   | 「Cheese“PIZZA”Large!!」                    | YUKI  | TAKUYA     | 4:52 |
| 3.                                   | 「Brand New Wave Upper Ground」(Back Track) | YUKI  | TAKUYA     | 4:57 |
| 合計時間:                            | 合計時間:                                   | 14:48 |            |      |

1. Brand New Wave Upper Ground
大塚製薬・ポカリスエットCMソング。
2. Cheese“PIZZA”Large!!
「Cheese "PIZZA"」のセルフカヴァー。スロー・アレンジといった趣で、PIZZAに掛けてタイトルも「Large」と付いている。
3. Brand New Wave Upper Ground (Back Track)

## 収録アルバム
- FRESH (#1)
- WARP (#1)
- The Great Escape -COMPLETE BEST- (#1)
- COMPLETE BEST ALBUM「FRESH」 (#1)

## 映像作品

### 解説
- PV1本を収録したビデオシングル。表記などわずかな違いを除けば、CDシングルとジャケットは同じである。初めてVHSとDVDで発売された。同名のCDシングルから約2ヶ月後に発売された。

### 収録曲
| #  | タイトル                        | 作詞 | 作曲・編曲 |
| -- | ------------------------------- | ---- | ---------- |
| 1. | 「Brand New Wave Upper Ground」 |      |            |

| Aメロ1・Bメロ1 | Aメロ1・Bメロ1 | → | サビ1 | サビ1         | → | Aメロ2・Bメロ2 | Aメロ2・Bメロ2 | → | サビ2 | サビ2         | → | Cメロ | Cメロ      |
|                | イ長調 (A)     | → |       | 変イ長調 (A♭) | → |                | イ長調 (A)     | → |       | 変イ長調 (A♭) | → |       | イ長調 (A) |